# Národní pouť do Říma
Národní pouť do Říma římskokatolické církve proběhla v listopadu 2019 v Římě a Vatikánu k příležitosti 30. výročí svatořečení Anežky České. Pouť pořádala Česká biskupská konference, organizací byli pověřeni Mons. Jan Vokál, Pavel Dokládal a Jiří Uher.

## Význam výročí
V listopadu roku 1989 se do Říma na svatořečení sv. Anežky České, přemyslovské princezny a řeholnice, vydalo na deset tisíc poutníků z Československa a krajanů žijících v exilu. Svatořečena byla více než 700 let po své smrti, 12. listopadu 1989 papežem Janem Pavlem II., v předvečer Sametové revoluce v Československu. Hlavním účelem pouti bylo připomenout tyto události a poděkovat za dar svobody.

## Program pouti
Hlavní program pouti tvořily tři národní mše svaté:
- 11. listopadu 2019 v Bazilice Panny Marie Sněžné; celebroval Mons. Jan Graubner; homilii vedl Mons. Vojtěch Cikrle,
- 12. listopadu 2019 v Bazilice svatého Petra; celebroval Mons. Dominik Duka; homilii vedl Mons. Zdenek Wasserbauer,
- 13. listopadu 2019 v Lateránské bazilice; celebroval Mons. Jan Baxant; homilii vedl Mons. Vlastimil Kročil.

Ještě před první bohoslužbou proběhla společná modlitba českých a moravských biskupů nad hrobem sv. Cyrila v bazilice sv. Klimenta.
V úterý 12. listopadu se v Lateránské bazilice uskutečnil koncert České nebe září, na programu byly vybrané kantáty z cyklu České nebe Jana Zástěry. Vystoupila Hudba hradní stráže a Policie České republiky a sólistky Miroslava Časarová a Bronislava Smržová Tomanová. Po jeho skončení následoval večer chval Scholy brněnské mládeže v kostele svatých Marcelína a Petra v Lateránu.
Ve středu 13. listopadu se na Svatopetrském náměstí konala pravidelná generální audience u papeže Františka. Byla mu předána socha sv. Anežky České od Daniela Ignáce Trubače a výtěžek z charitativní sbírky pro chudé a potřebné.

## Hudební doprovod
Pro Českou národní pouť do Říma zkomponoval plk. Jan Zástěra dvě nové mše, poutní píseň Jak svíce v šeru a zhruba desítku dalších menších liturgických skladeb, které shrnul do cyklu Římské mše. Všechny tři bohoslužby doprovázela Hudba hradní stráže a Policie České republiky pod vedením Jana Zástěry, varhaník Lukáš Dvořák a sbory Collegium hortense, Schola brněnské mládeže, Pěvecký sbor SGV a Pěvecký sbor SMoG a pěvecký sbor Kalokagathia. Organizačně jej zajistila Trautzlova umělecká společnost.

## Účast
Pouti se dle odhadů zúčastnilo asi čtyři tisíce poutníků včetně ministra zahraničí Tomáše Petříčka, velvyslance ve Vatikánu Václava Kolaji, senátní delegace ve složení Miluše Horská, Jiří Oberfalzer, Ivo Bárek, Miloš Vystrčil, Jaromíra Vítková a Herbert Pavera  či režiséra Jiřího Stracha.